# Slaget om Sverige
Slaget om Sverige var ett frågesportprogram, som hade premiär den 4 december 2011 på TV4. Programmet leddes av Ingvar Oldsberg med Björn Hellberg som domare, vilka även hade samma roller under många år i SVT:s På Spåret. I varje program tävlade två lag mot varandra, vilka bestod av tre personer från samma ort. De tävlande svarade på ett antal frågor om Sverige i tur och ordning innan det var dags för final. I finalen deltog enbart lagledarna från de två lagen. De skulle då svara rätt på så många frågor som möjligt inom en begränsad tid. Tiden var lika många sekunder som antal procent av den totala poängen som den tävlandes lag fick ihop. Totalt deltog sex lag under en säsong.

## Lagen
- Göteborg: Belinda Olsson, Christer Jadbro, Magdalena Bylund Andersson.
- Jönköping: Perla Bjurenstedt, Emma Carlsson Löfdahl och Lars Adaktusson.
- Kiruna: Conny Persson, Katarina Wedegren och Lars Törnman.
- Stockholm: Bengt Lundin, Carolina Frände och Gustaf Hammarsten.
- Sveg: Erik Ekstrand, Maria Weimer och Alf Nilsson. Vinnare 2011-2012
- Eskilstuna: Måns Vestin, Kersti Bauer Birgersson och Maria Wetterstrand. Tvåa 2011-2012